# جوانا سيمون
جوانا سيمون (بالإنجليزية: Joanna Simon)‏ هي مغنية أوبرا ومغنية أمريكية، ولدت في 20 أكتوبر 1940 في نيويورك في الولايات المتحدة.

## وصلات خارجية
- جوانا سيمون على موقع IMDb (الإنجليزية)
- جوانا سيمون على موقع ميوزك برينز (الإنجليزية)
- جوانا سيمون على موقع ديسكوغز (الإنجليزية)
- جوانا سيمون على موقع قاعدة بيانات الفيلم (الإنجليزية)